# Сансет (Флорида)
Сансет (англ. Sunset) — статистически обособленная местность, расположенная в округе Майами-Дейд (штат Флорида, США) с населением в 17 150 человек по статистическим данным переписи 2000 года.

## География
По данным Бюро переписи населения США статистически обособленная местность Сансет имеет общую площадь в 9,32 квадратного километра, водных ресурсов в черте населённого пункта не имеется.
Статистически обособленная местность Сансет расположена на высоте 2 м над уровнем моря.

## Демография
| Год переписи        | Нас.  |  | %±    |
| ------------------- | ----- |  | ----- |
| 1980                | 13531 |  | —     |
| 1990                | 15810 |  | 16,8% |
| 2000                | 17150 |  | 8,5%  |
| 1980–2000 Источник: |       |  |       |

По данным переписи населения 2000 года в Сансетe проживало 17 150 человек, 4505 семей, насчитывалось 5488 домашних хозяйств и 5608 жилых домов. Средняя плотность населения составляла около 1840,13 человека на один квадратный километр. Расовый состав населённого пункта распределился следующим образом: 91,24 % белых, 1,51 % — чёрных или афроамериканцев, 0,11 % — коренных американцев, 2,45 % — азиатов, 2,20 % — представителей смешанных рас, 2,49 % — других народностей. Испаноговорящие составили 69,69 % от всех жителей статистически обособленной местности.
Из 5488 домашних хозяйств в 36,8 % воспитывали детей в возрасте до 18 лет, 63,9 % представляли собой совместно проживающие супружеские пары, в 14,0 % семей женщины проживали без мужей, 17,9 % не имели семей. 12,7 % от общего числа семей на момент переписи жили самостоятельно, при этом 4,3 % составили одинокие пожилые люди в возрасте 65 лет и старше. Средний размер домашнего хозяйства составил 3,10 человека, а средний размер семьи — 3,38 человека.
Население статистически обособленной местности по возрастному диапазону по данным переписи 2000 года распределилось следующим образом: 23,3 % — жители младше 18 лет, 9,0 % — между 18 и 24 годами, 29,6 % — от 25 до 44 лет, 24,6 % — от 45 до 64 лет и 13,5 % — в возрасте 65 лет и старше. Средний возраст жителей составил 38 лет. На каждые 100 женщин в Сансетe приходилось 91,4 мужчины, при этом на каждые сто женщин 18 лет и старше приходилось 86,4 мужчины также старше 18 лет.
Средний доход на одно домашнее хозяйство статистически обособленной местности составил 58 903 доллара США, а средний доход на одну семью — 66 422 доллара. При этом мужчины имели средний доход в 39 893 доллара США в год против 31 234 доллара среднегодового дохода у женщин. Доход на душу населения статистически обособленной местности составил 58 903 доллара в год. 5,4 % от всего числа семей в населённом пункте и 7,1 % от всей численности населения находилось на момент переписи населения за чертой бедности, при этом 6,9 % из них были моложе 18 лет и 8,2 % — в возрасте 65 лет и старше.